# Сент Клер (Мичиген)
Сент Клер (енгл. St. Clair) град је у америчкој савезној држави Мичиген. По попису становништва из 2010. у њему је живело 5.485 становника.

## Демографија
Према попису становништва из 2010. у граду је живело 5.485 становника, што је 317 (5,5%) становника мање него 2000. године.
| Група             | 2000.         | 2010.         |
| Белци             | 5.594 (96,4%) | 5.263 (96,0%) |
| Афроамериканци    | 7 (0,1%)      | 16 (0,3%)     |
| Азијати           | 50 (0,9%)     | 48 (0,9%)     |
| Хиспаноамериканци | 70 (1,2%)     | 86 (1,6%)     |
| Укупно            | 5.802         | 5.485         |